# Vělopolí
Vělopolí település Csehországban, a Frýdek-místeki járásban. Vělopolí Třanovice, Střítež, Ropice, Hnojník és Český Těšín településekkel határos. Lakosainak száma 295 fő (2024. január 1.).

## Népesség
A település lakosságának változását az alábbi diagram mutatja:
| Lakosok száma | 373  | 295  | 335  | 264  | 247  | 281  | 282  | 285  | 294  | 295  |
|               | 1869 | 1900 | 1921 | 1961 | 1980 | 2011 | 2016 | 2019 | 2021 | 2024 |